# 郭賢
郭 賢（かく けん、生年不詳 - 566年）は、北魏から北周にかけての軍人。字は道因。本貫は趙興郡陽周県。

## 経歴
涼州司馬の郭雲の子として生まれた。記憶力がよく、学問して経書や史書を渉猟した。北魏の正光末年、宿勤明達の反乱軍が豳州を包囲すると、郭賢は刺史の畢暉を補佐して軍を統率し、州城を守り抜いた。後に州主簿となり、行北地郡事をつとめた。征討に功績があり、都督に任じられた。
536年（大統2年）、東魏の高歓が西魏の夏州を襲って陥落させると、宇文泰はその南下を憂慮して、西魏の朝臣たちと議論した。郭賢は高歓は補給が続かないためやってこないだろうと進言し、その予見どおりに高歓は撤退した。
まもなく郭賢は伏波将軍の号を加えられ、王思政の下で弘農に駐屯した。使持節・行東義州事・都督東義州諸軍事に任じられた。行弘農郡事に転じた。546年（大統12年）、輔国将軍・南荊州刺史に任じられた。
侯景が西魏に帰順すると、郭賢は王思政の命により三鵶に派遣され、魯陽に駐屯した。大都督の位を加えられ、安武県子に封じられた。ほどなく車騎大将軍・儀同三司に進み、散騎常侍の位を加えられた。潁川が包囲されると、東魏は魯和を派遣して少数民族たちを扇動し、三鵶の交通を遮断した。魯和はその従弟の魯与和を漢広郡太守とし、州境を侵犯させた。郭賢は軽騎を率いて魯与和を破り、魯和を捕らえた。潁川が陥落したため、権景宣らは離脱して西に撤退し、魯陽より東の地方は東魏になびいた。東魏の将の彭楽が魯陽に迫ったが、郭賢が防戦して撤退に追いこんだ。東魏は現地民の韋黙児を義州刺史として父城に駐屯させ、郭賢に対抗させたが、郭賢は軍を率いて攻撃し、韋黙児を捕らえた。郭賢は広州刺史に転じた。
553年（廃帝2年）、尉遅迥に従って蜀を攻撃し、行安州事をつとめた。554年（恭帝元年）、行寧蜀郡事に転じ、益州長史を兼ねた。蜀平定の勲功により、爵位は伯に進んだ。行始州事に転じた。557年、北周の孝閔帝が即位すると、郭賢は驃騎大将軍・開府儀同三司の位を受け、爵位は侯に進んだ。明帝の初年、郭賢は匠師中大夫に任じられた。ほどなく勲州刺史として出向し、玉壁に駐屯した。560年（武成2年）、都督安応等十二州諸軍事・安州刺史に転じ、楽昌県公に進んだ。563年（保定3年）、陝州刺史に転じた。566年（天和元年）、在官のまま死去した。少保・寧蔚朔三州刺史の位を追贈された。諡を節といった。
子の郭正が後を嗣いだ。

## 伝記資料
- 『周書』巻28 列伝第20